# Club Sportivo Barracas Bolívar
Der Club Sportivo Barracas Bolívar – historisch besser bekannt als Sportivo Barracas – ist ein Fußballverein, der am 30. Oktober 1913, ursprünglich als Ruderverein, im Viertel Barracas in der argentinischen Hauptstadt Buenos Aires gegründet wurde. Seit 2003 ist der offizielle Vereinssitz im Partido de Bolívar in der Provinz Buenos Aires. Der Verein war zwischen 1917 und 1936 von gewisser Bedeutung. Nachdem der Spielbetrieb zwischenzeitlich eingestellt war, spielt Sportivo seit 1967 in den unteren Ligen.

## Geschichte
Schon bald nach der Gründung verlegte sich das Hauptaugenmerk von Sportivo auf den Fußball. Bereits nach der Saison 1916, nach der Vereinigung mit dem Club Riachuelo, stieg der Verein in die erste Liga Argentiniens auf und belegte im Folgejahr einen guten fünften Platz. In der Regel platzierte sich der Verein in den kommenden Spielzeiten im besseren Mittelfeld. Hin und wieder wurde erneut der fünfte Platz belegt, doch die echten Spitzenplätze blieben aus.
1917 bereiste Sportivo erstmals Brasilien und trat dort unter anderem gegen die Nationalmannschaft an. Als einer der großen Höhepunkte der Vereinsgeschichte gilt die Europareise von 1929 – Sportivo war dabei die erst zweite Mannschaft Argentiniens, die den alten Kontinent bereiste. Bei 14 Spielen in Brasilien, Portugal, Spanien und Italien mit acht Siegen, einem Unentschieden und 5 Niederlagen spielten die Bonarenser unter anderem gegen den FC Barcelona, die AS Rom und Juventus Turin.
Nach der Aufspaltung des argentinischen Fußballs 1931 zwischen Professionalismus und Amateurstatus verblieb Sportivo bei den Amateuren und sicherte sich mit der Meisterschaft der Amateurliga einen seiner größten Erfolge. In der Folgezeit fiel der Verein einem raschen Verfall anheim und stellte den Spielbetrieb schließlich 1936 ein.
1967 formierte Sportivo sich neu, blieb aber unbedeutend. 2003 erfolgte aus kommerziellen Erwägungen ein Umzug in das Umland von Buenos Aires in das Partido de Bolívar und Sportivo erweiterte seinen Vereinsnamen entsprechend. Es besteht aber weiterhin auch noch der Vereinssitz in Barracas.
In der früheren Vereinsgeschichte wurden bei Sportivo Barracas noch zahlreiche weitere Sportarten wie Basketball, Rugby, Hurling und Schwimmen praktiziert. Der Leichtathlet Juan Carlos Zabala gewann bei den Olympischen Spielen 1932 in Los Angeles die Goldmedaille im Marathonlauf.

## Stadion
In den goldenen Jahren besaß der Verein eines der bedeutenderen Stadien der Hauptstadt, das bis zu 37.000 Zuseher fasste. Dort fanden neben zahlreichen Länderspielen auch Partien der Südamerikanischen Fußballmeisterschaften von 1921 und 1925 statt. Dieser Tage spielt Sportivo im Estadio Municipal de Bolívar.